# J. E. Iverson & Company
J. E. Iverson & Company war ein US-amerikanischer Hersteller von Automobilen.

## Unternehmensgeschichte
U. W. Iverson leitete das Unternehmen mit Sitz in Milwaukee in Wisconsin. Anfang 1902 wurde bekannt, dass er seit einiger Zeit Automobile nach Kundenaufträgen gefertigt hatte. Zu der Zeit kündigte er die Serienproduktion an. Der Markenname lautete Iverson.
Nach 1902 verliert sich die Spur des Unternehmens. Es ist möglich, dass Iverson noch nach 1902 Fahrzeuge nach Aufträgen herstellte.

## Serienfahrzeuge
Überliefert sind Ottomotoren ohne Ventile, was auf Zweitaktmotoren hindeutet. Für den Einzylindermotor sind 3 PS überliefert und für den Zweizylindermotor 6 PS. Die Motoren und die Karosserien stellte Iverson selber her. Kraftübertragung und andere Teile wurden zugekauft.